# Elecciones generales de Japón de 1946
Las 22.ª elecciones a la Cámara de Representantes (第22回衆議院議員総選挙 Dai-nijūnikai Shugiin-giin sōsenkyo?) se llevaron a cabo el 10 de abril de 1946 y en ellas se renovó la cámara baja de la Dieta Nacional de Japón. Estas constituyeron las primeras elecciones que se celebraron en el país tras el final de la Segunda Guerra Mundial. A pesar de que los comicios se celebraron bajo la vigencia de la Constitución Meiji de 1890, las autoridades norteamericana llevaron a cabo algunos cambios en la ley electoral, como fue la introducción del sufragio femenino, decretando también la disolución del anterior parlamento y la celebración de nuevas elecciones.
Estos comicios no se celebraron en la prefectura de Okinawa, ya que se encontraba bajo una administración especial distinta a la del resto del país.

## Contexto histórico
Muchos de los antiguos políticos japoneses fueron purgados por las autoridades norteamericanas, especialmente todos aquellos que habían colaborado con la administración japonesa durante la guerra del Pacífico. Bajo el paraguas de la nueva política aperturista implementada por el CSFA, aparecieron varias formaciones políticas de nuevo cuño. El Partido Liberal de Japón estaba formado por antiguos miembros del Rikken Seiyūkai, mientras que el Partido Progresista lo era a partir del Rikken Minseitō. En el caso del Partido Socialista de Japón (PSJ), este había sido creado entre otros por antiguos miembros del izquierdista Shakai Taishūtō. Las nuevas autoridades legalizaron a los comunistas por primera vez desde que se hubiera creado el Partido Comunista de Japón veinte años atrás, y se les permitió concurrir a las elecciones.

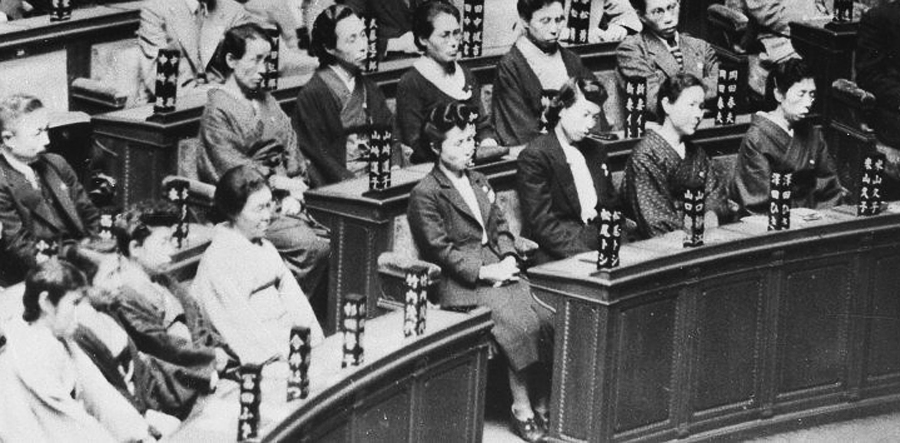
Algunas de las mujeres que fueron elegidas parlamentarias en 1946.

Una de las principales características fue la participación de la mujer en las elecciones. Hubo 79 mujeres candidatas a las elecciones, y finalmente 39 fueron elegidas parlamentarias, lo que suponía un 8,4% de los escaños. Además del hecho de estos eran los primeros comicios en los que hubo sufragio femenino, otra de las razones fue el sistema electoral que se aplicó y la inhabilitación de muchos cargos públicos por su papel durante la guerra, medida que afectó principalmente a los candidatos masculinos. Sin embargo, estas circunstancias no se repitieron durante los siguientes comicios, por lo que en las elecciones de 1947 la proporción de mujeres parlamentarias se redujo hasta un 3,2% y durante las siguientes décadas quedaría estancado en el 2%.
Si bien la participación de la mujer fue uno de los principales cambios con respecto al período anterior a la guerra, por el contrario los japoneses y taiwaneses que residían en Japón no tuvieron reconocidos sus derechos para votar o participar en las elecciones.
La participación alcanzó un 72,1% y el principal ganador de los comicios fue el Partido Liberal de Japón de Ichirō Hatoyama, que ganó 141 de los 466 escaños en liza. Originalmente se había previsto que el primer ministro Kijūrō Shidehara se mantuviera en el cargo mediante algún tipo de acuerdo, pero la mayoría de partidos se negó a respaldar esta posibilidad. Tras un período de negociaciones se acordó que el propio Hatoyama se convertiría en el nuevo jefe de Gobierno en una coalición formada por liberales y progresistas, pero Hatoyama fue purgado por las autoridades norteamericanas debido a su pasado político durante el periodo militarista, por lo que finalmente fue el ministro de exteriores Shigeru Yoshida el encargado de formar gobierno.

## Resultados
|  | 25.40 % |

|  | 20.26 % |

|  | 18.16 % |

|  | 6.28 % |

|  | 3.85 % |

|  | 12.07 % |

|  | 13.98 % |

|  | 98.19 % |

|  | 1.81 % |

|  | 100.00 % |

|  | 72.08 % |